# John (voornaam)

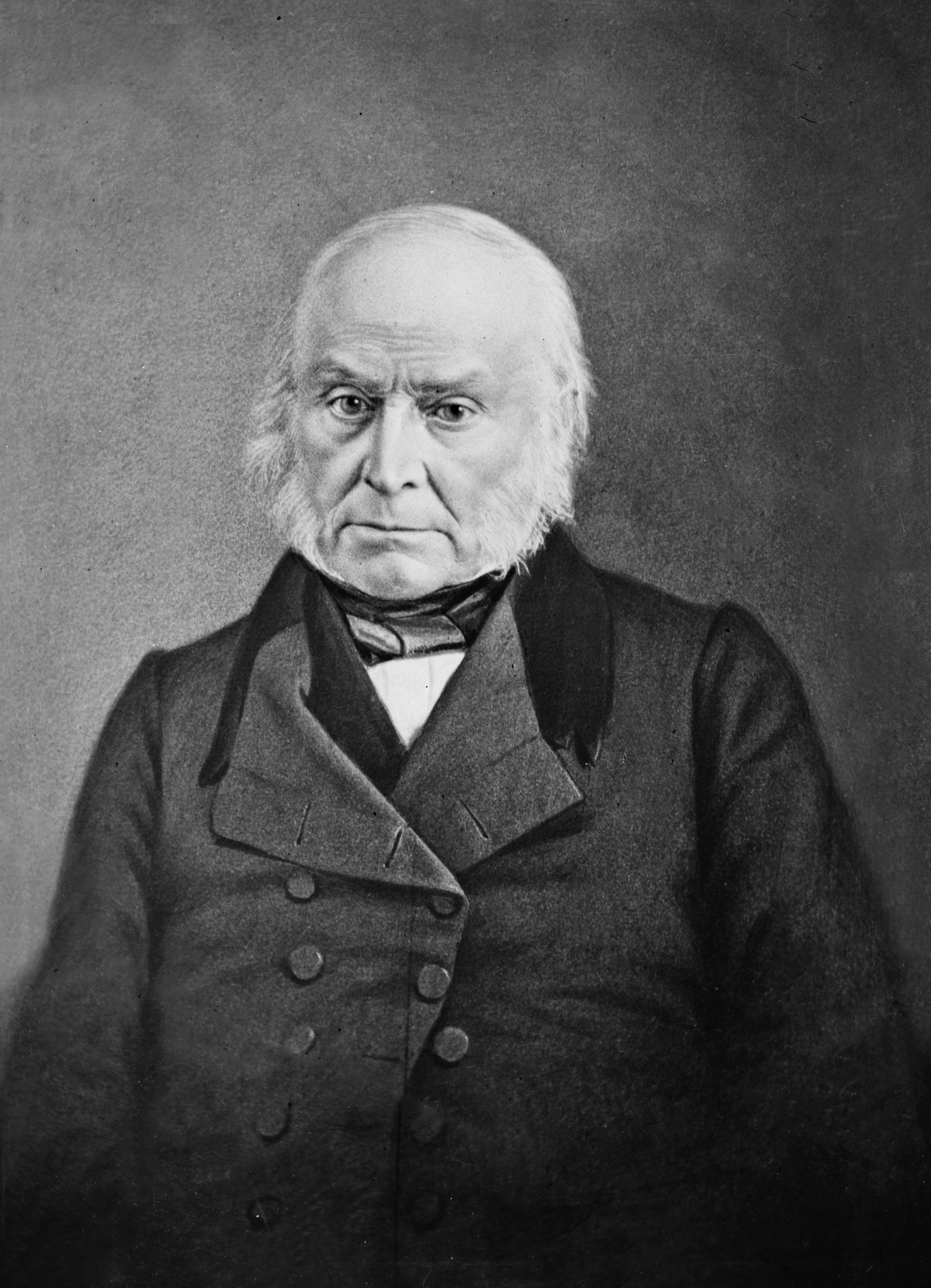
John Quincy Adams

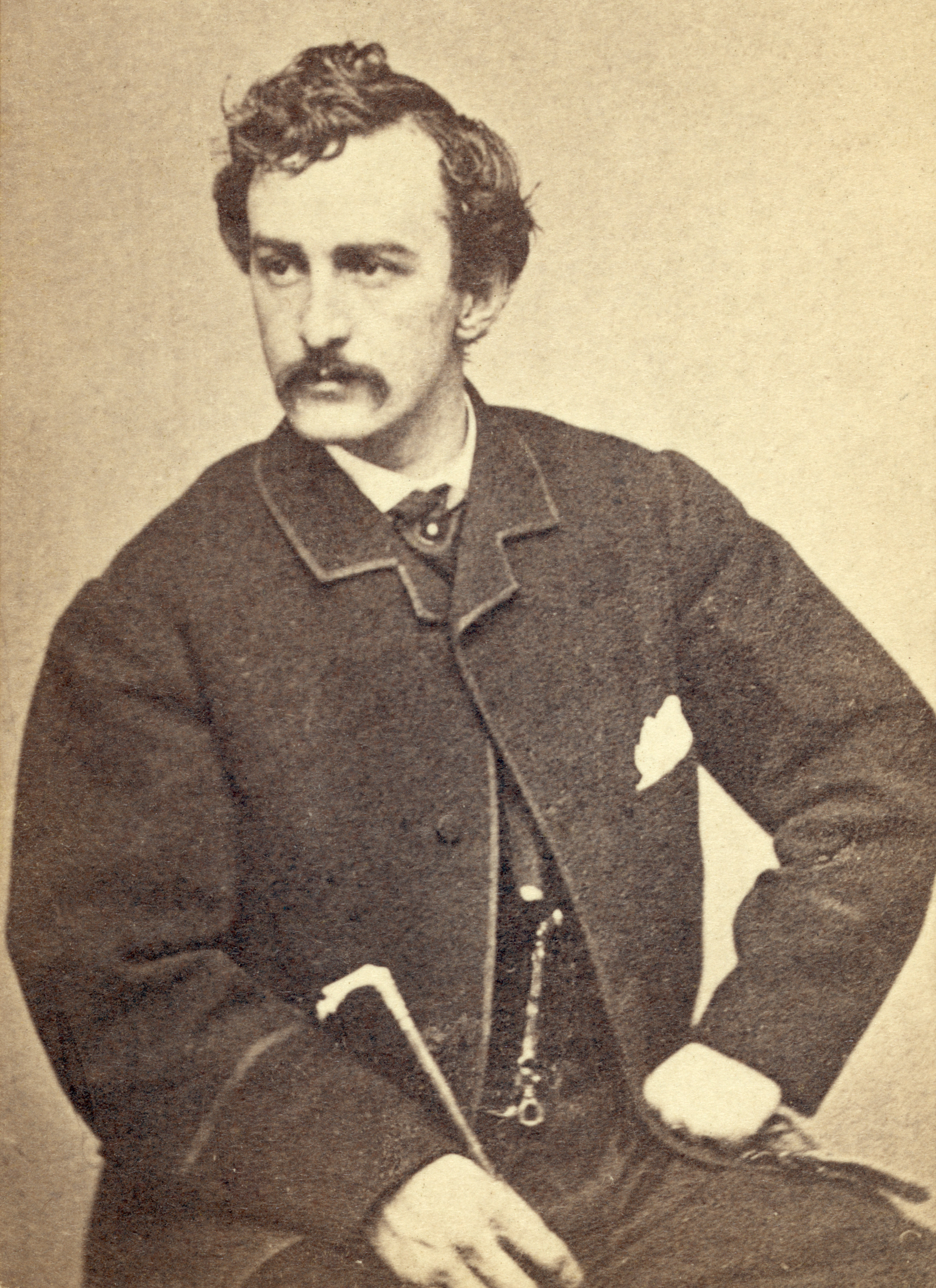
John Wilkes Booth

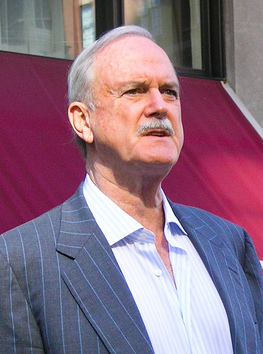
John Cleese

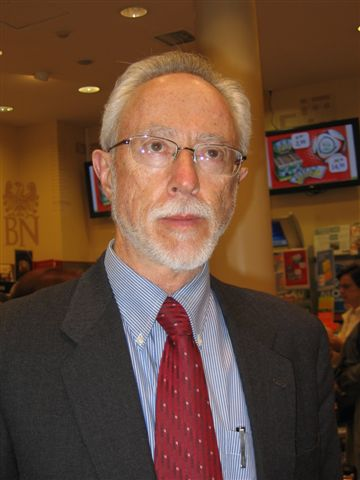
John Maxwell Coetzee

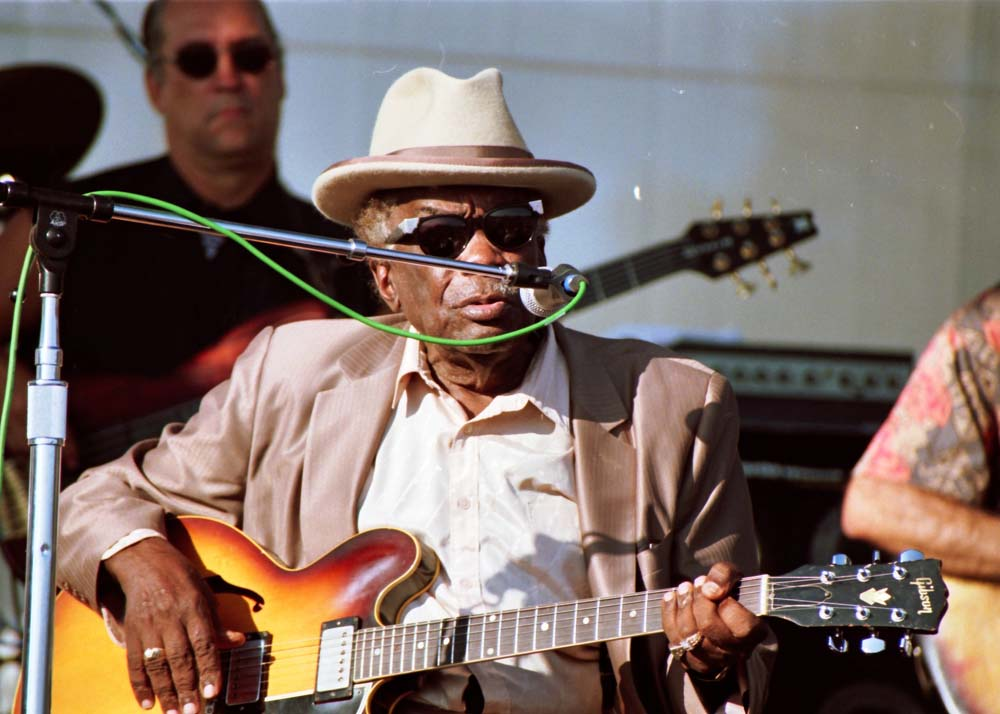
John Lee Hooker

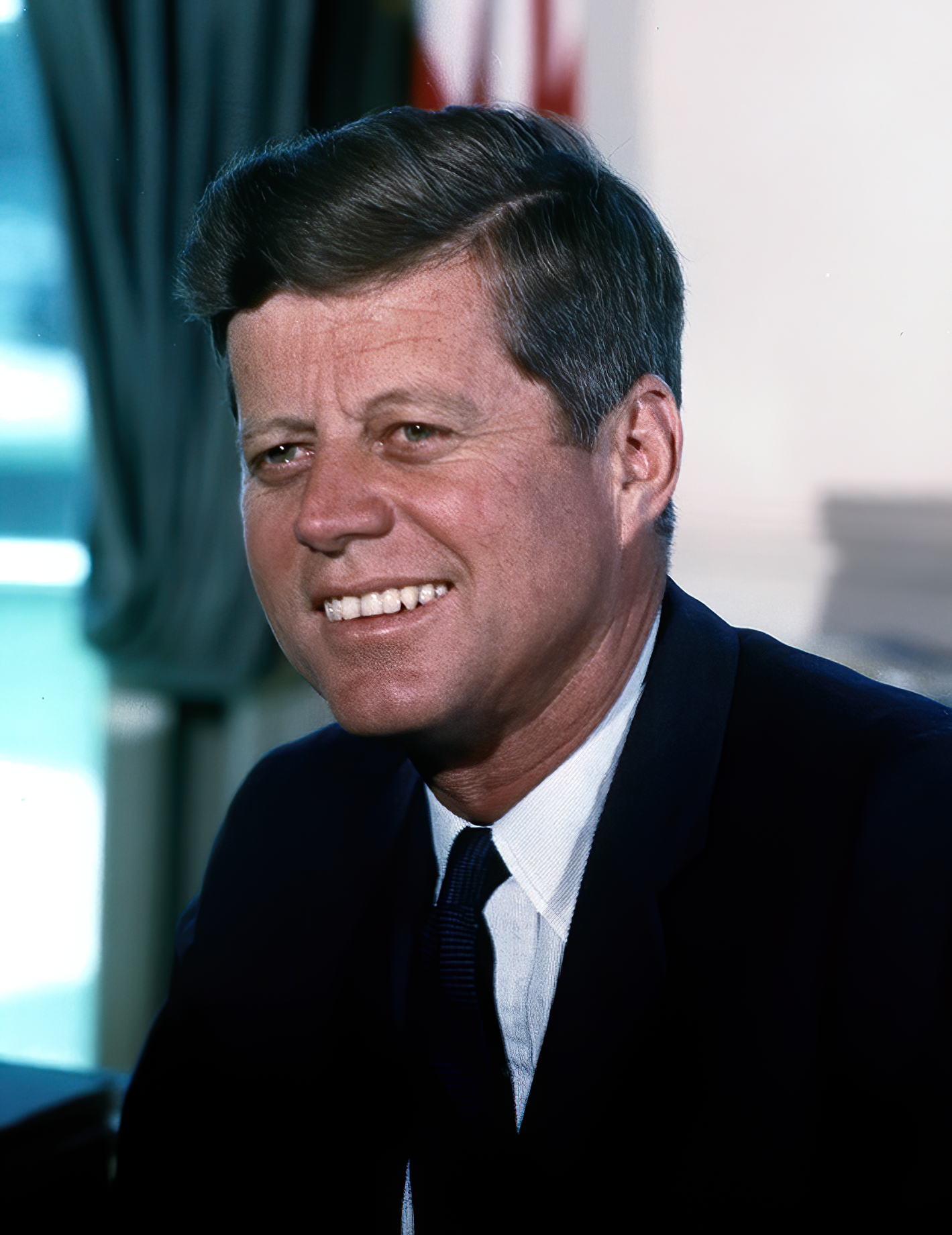
John F. Kennedy

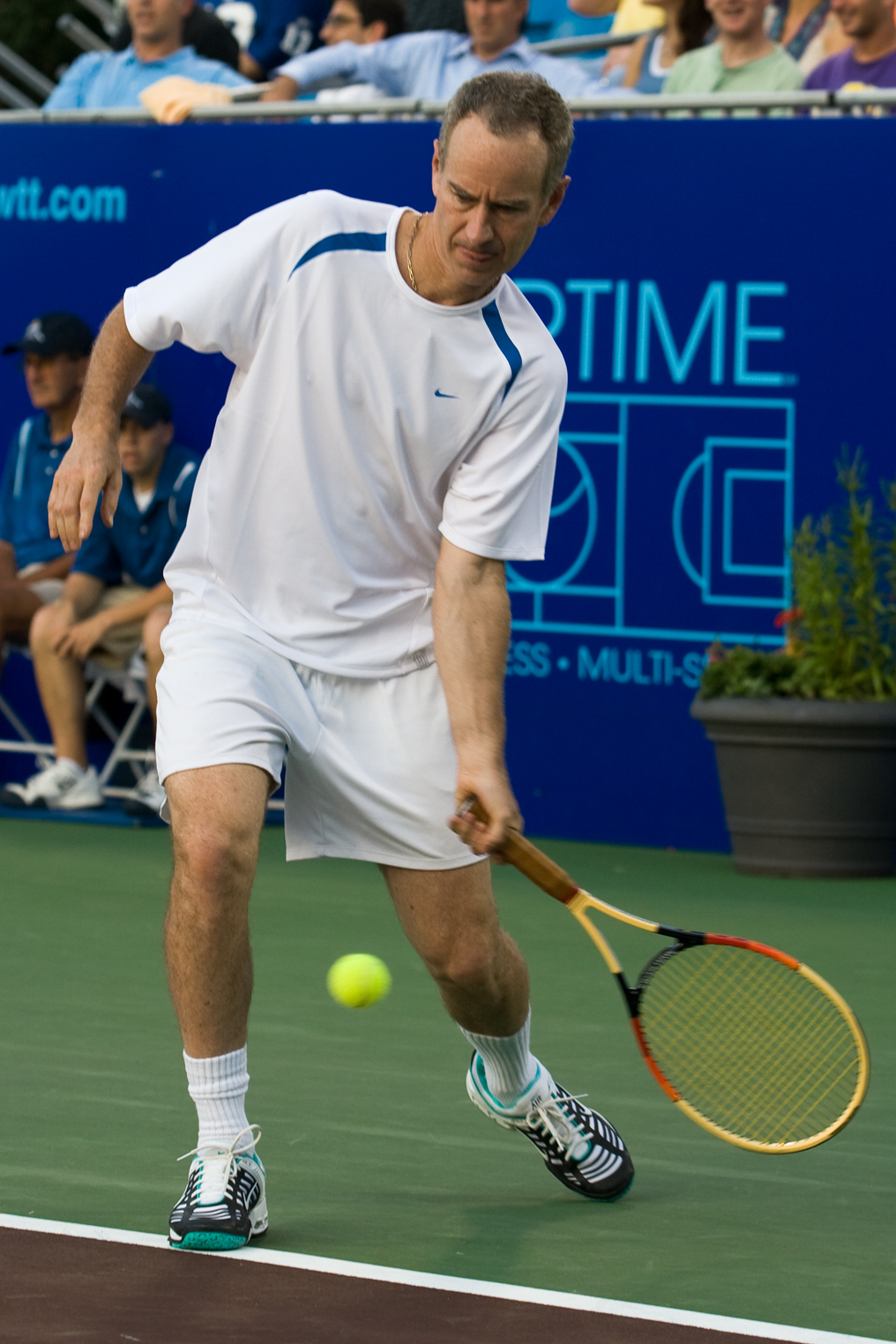
John McEnroe

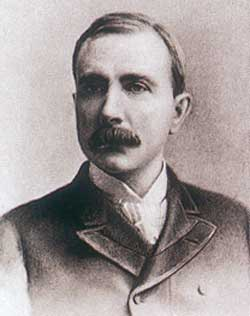
John D. Rockefeller

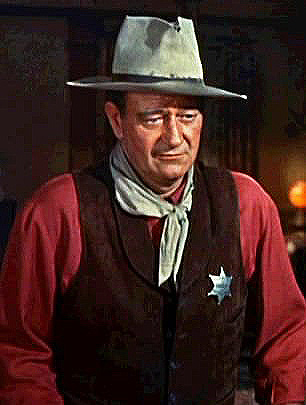
John Wayne

John is de Engelstalige variant van de jongensnaam Johannes. Het is een van de meest voorkomende jongensnamen in de Engelstalige wereld. Ieuan is de Welsh variant.

## Heilige
- John Fisher, Engels bisschop, kardinaal en martelaar

## Bekende naamdragers
- John Quincy Adams, Amerikaans politicus, 6e president van de Verenigde Staten
- John Ashcroft, Amerikaans politicus
- John Barrowman, Schots acteur, zanger en televisiepresentator
- John Logie Baird, Schots ingenieur
- John Barry, Brits componist
- John Berger, Brits schrijver, kunstenaar en essayist
- John Betjeman, Engels dichter en literatuurcriticus
- John de Bever, Nederlandse volkszanger en voormalig profvoetballer
- John Block, Nederlands luchtvaartpionier
- John Boehner, Amerikaans politicus
- John Wilkes Booth, Amerikaans acteur, moordenaar van president Abraham Lincoln
- John Browning, Amerikaans vuurwapenontwerper
- John Cabot, Venetiaans ontdekkingsreiziger
- John Cage, Amerikaans componist
- John Cale, Brits muzikant
- John Candy, Canadees acteur
- John Carpenter, Amerikaans filmregisseur en scenarioschrijver
- John Cena, Amerikaans worstelaar en acteur
- John Cleese, Brits acteur en filmmaker
- John Cockcroft, Brits natuurkundige
- John Cockerill, Brits industrieel
- John Maxwell Coetzee, Zuid-Afrikaans schrijver
- John Coltrane, Amerikaans jazzmuzikant
- John Constable, Engels kunstschilder
- John Cusack, Amerikaans acteur
- John Dalton, Engels scheikundige en natuurkundige
- John Deere, Amerikaans stichter van het gelijknamige tractormerk
- John Demjanjuk, Oekraïens oorlogsmisdadiger
- John Denver, Amerikaans zanger
- John Dewey, Amerikaans filosoof en psycholoog
- John Donne, Engels dichter
- John Dos Passos, Amerikaans schrijver
- John Langdon Down, Brits arts
- John Foster Dulles, Amerikaans politicus
- John Dryden, Engels schrijver
- John Boyd Dunlop, Schots industrieel ontwerper
- John Edwards (politicus), Amerikaans politicus
- John Flanders, Vlaams schrijver
- John Fogerty, Amerikaans zanger en muzikant
- John Fowles, Engels schrijver
- John Ambrose Fleming, Engels elektrotechnicus en natuurkundige
- John Charles Frémont, Amerikaans militair, ontdekkingsreiziger en politicus
- John Galliano, Brits modeontwerper
- John Galsworthy, Brits schrijver
- John Gay, Engels dichter en dramaturg
- John Gielgud, Engels acteur
- John Glenn, Amerikaans astronaut
- John Goodman, Amerikaans acteur
- John Grisham, Amerikaans schrijver
- John Higgins, Schots snookerspeler
- John Lee Hooker, Amerikaans bluesmuzikant
- John Hurt, Engels acteur
- John Inman, Engels acteur
- John Jones, Nederlands acteur.
- John Keats, Engels dichter
- John Harvey Kellogg, Amerikaans arts
- John F. Kennedy, Amerikaans politicus, 35e president van de Verenigde Staten
- John Kerry, Amerikaans politicus
- John Maynard Keynes, Brits econoom
- John Kraaijkamp sr., Nederlands acteur
- John Langdon, Amerikaans politicus
- John le Carré, Brits schrijver
- John Leddy, Nederlands acteur
- John Lennon, Brits zanger en muzikant
- John Lithgow, Amerikaans acteur
- John Locke (filosoof), Brits filosoof
- John Loudon, Nederlands staatsman
- John Major, Brits politicus
- John Malkovich, Amerikaans acteur
- John Massis, Vlaams krachtpatser
- John McCain, Amerikaans politicus
- John McEnroe, Amerikaans tennisser
- John Miles (musicus), Brits muzikant en componist
- John Everett Millais, Brits schilder
- John Milton, Brits dichter
- John de Mol jr., Nederlands mediamagnaat
- John Napier, Schots wiskundige
- John Nash, Brits architect
- John Newcombe, Australisch tennisser
- John Boyd Orr, Schots arts, bioloog en politicus
- John Parrott, Engels snookerspeler
- John Prescott, Brits politicus
- John Profumo, Brits politicus
- John Rädecker, Nederlands beeldhouwer, schilder en tekenaar
- John D. Rockefeller, Amerikaans zakenman
- John Ruskin, Engels schrijver, dichter en criticus
- John van 't Schip, Nederlands voetballer en -trainer
- John Singer Sargent, Amerikaans schilder
- John Snow, Brits arts
- John Spencer, Nederlands zanger
- John Spencer, Schots voetballer
- John Stamos, Amerikaans acteur
- John Philip Sousa, Amerikaans componist
- John Steinbeck, Amerikaans schrijver
- John Stuart Mill, Engels filosoof en econoom
- John Terra, Belgisch zanger
- John Thaw, Engels acteur
- John Travolta, Amerikaans acteur
- John Turturro, Amerikaans regisseur en acteur
- John Updike, Amerikaans schrijver
- John Walker (atleet), Nieuw-Zeelands atleet
- John Wayne, Amerikaans acteur

## Fictief figuur
- John Abbott, personage uit de Amerikaanse soapserie The Young and the Restless
- John Abruzzi, personage uit de Amerikaanse televisieserie Prison Break
- John Black, personage uit de Amerikaanse soapserie Days of our Lives
- John Cage, personage uit de Amerikaanse televisieserie Ally McBeal
- John Locke (Lost), personage uit de Amerikaanse televisieserie Lost
- John Nauwelaerts, personage uit de Vlaamse televisieserie Heterdaad
- John Sheppard, personage uit de Amerikaanse televisieserie Stargate Atlantis
- John Tracy, personage uit de Britse televisieserie Thunderbirds
- Master Chief Petty Officer John-117, personage in de videospellenserie Halo
- Red John, antagonist in de Amerikaanse televisieserie The Mentalist